# Maroni (rzeka)
Maroni (fr. Maroni, niderl. Marowijne, kreol. Marwina-liba) – rzeka na granicy Gujany Francuskiej i Surinamu, stanowiąca ich naturalną granicę, o długości 680 km. Źródła w górach Serra Tumucumaque (Gujana Francuska) na Wyżynie Gujańskiej. Przepływa przez obszar gęstych tropikalnych lasów deszczowych i uchodzi do Oceanu Atlantyckiego. Ze względu na występowanie licznych progów i wodospadów, zdatna do żeglugi tylko w dolnym biegu rzeki, na odcinku 80 km.
Największe dopływy: Tapanahoni (lewobrzeżny), Abounamy, Ouaqui
Największe miejscowości: Ouaqui, Grand Santi, Albina, Saint-Laurent-du-Maroni

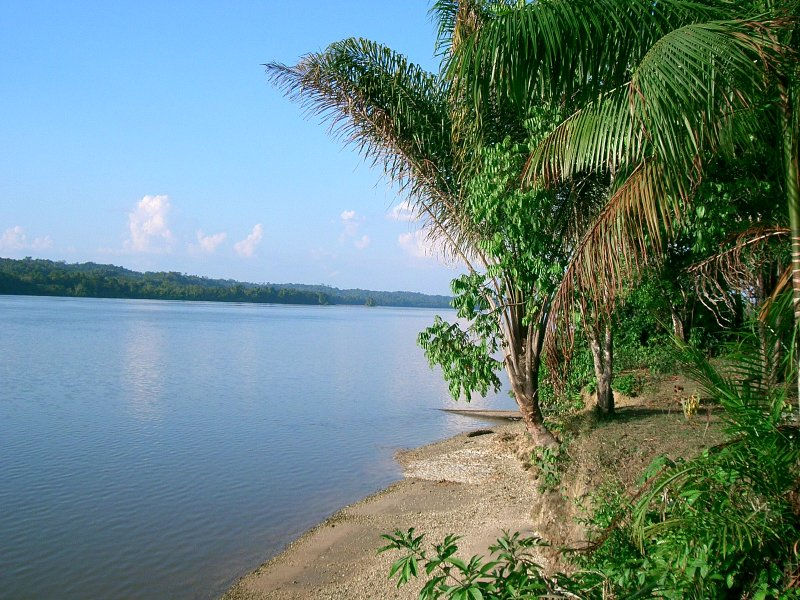
Maroni (Marowijne)